# Tyrone Power (attore 1797)

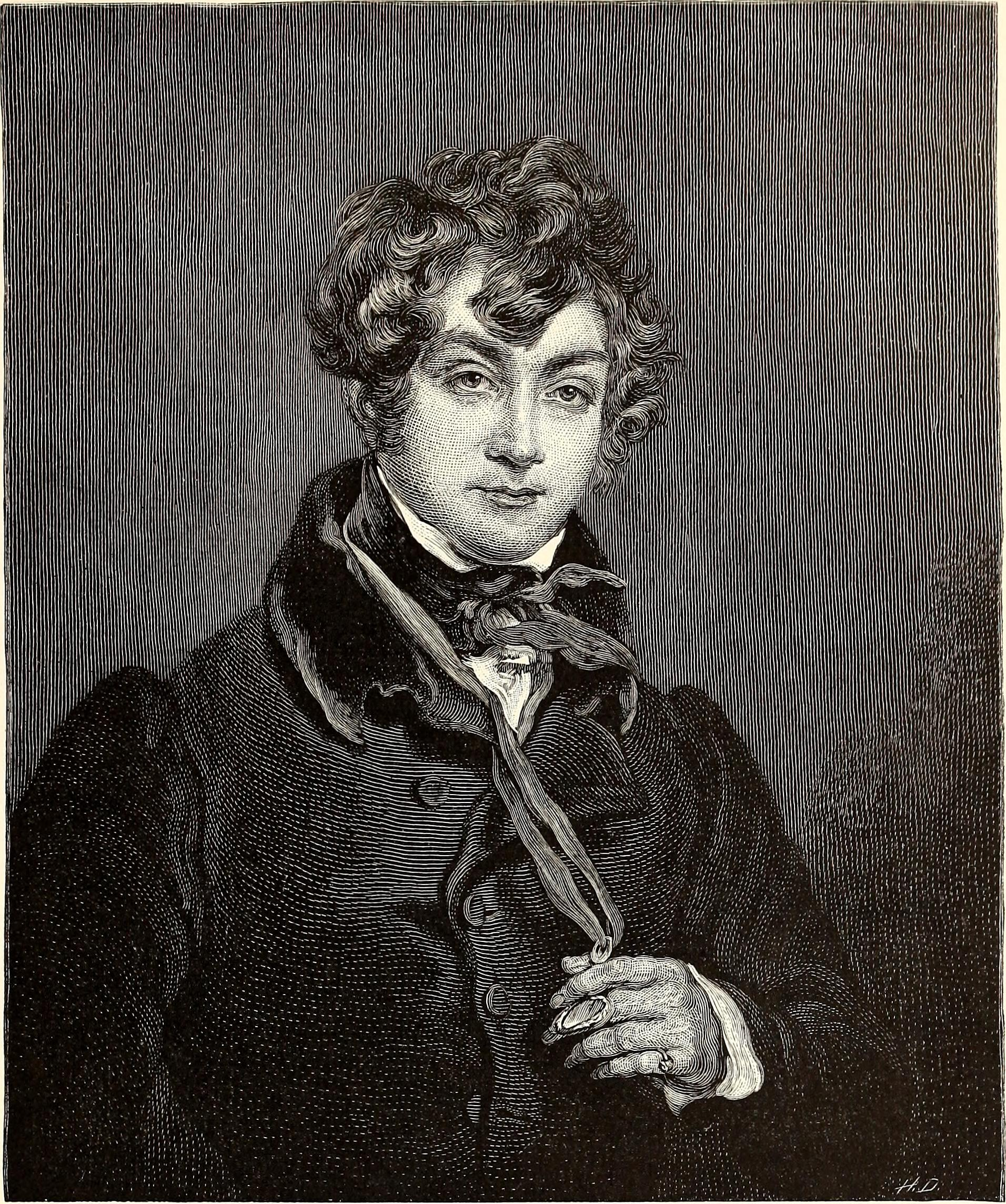
Tyrone Power

Tyrone Power (Kilmacthomas, 2 novembre 1797 – oceano Atlantico, 17 marzo 1841) è stato un attore teatrale irlandese.

## Biografia
Tyrone Power nacque a Kilmacthomas, nella contea di Waterford, da Tyrone Power e Maria Maxwell. Raggiunse il successo come attore teatrale a Londra nel 1826, facendo anche alcuni tour in America, alla quale dedicò un libro in due volumi. Pubblicò anche alcuni romanzi e opere teatrali.
Scomparve in mare a 43 anni nel marzo 1841 nel disastro SS President, durante un viaggio da New York con destinazione Liverpool.
Fra i suoi discendenti ci sono gli attori Tyrone Power Sr (1869-1931), Tyrone Power (1914-1958) e Tyrone Power Jr (1959).

## Opere
- Born to Good Luck: or the Irishman's Fortune. A farce in two acts. Adapted from "False and True".
- How to Pay the Rent; a farce, in one act [and in prose]
- St. Patrick's Eve; or the Order of the Day. A drama in three acts [and in prose]
- The Lost Heir and The Prediction (1830)
- The King's Secret (1831)
- The Gipsy of the Abruzzo (1831)
- Impressions of America, during the years 1833, 1834 and 1835 (1836)